# ولیمیر ووکیچویچ
ولیمیر ووکیچویچ (انگلیسی: Velimir Vukićević؛ زاده ۱۱ ژوئیه ۱۸۷۱ – درگذشته ۲۷ نوامبر ۱۹۳۰) سیاستمدار اهل صربستان بود. وی از ۱۷ آوریل ۱۹۲۷ تا ۲۸ ژوئیه ۱۹۲۸ نخست‌وزیر یوگسلاوی بود.
ولیمیر ووکیچویچ در ۲۷ نوامبر ۱۹۳۰، در سن ۵۹ سالگی درگذشت.